# Sköll

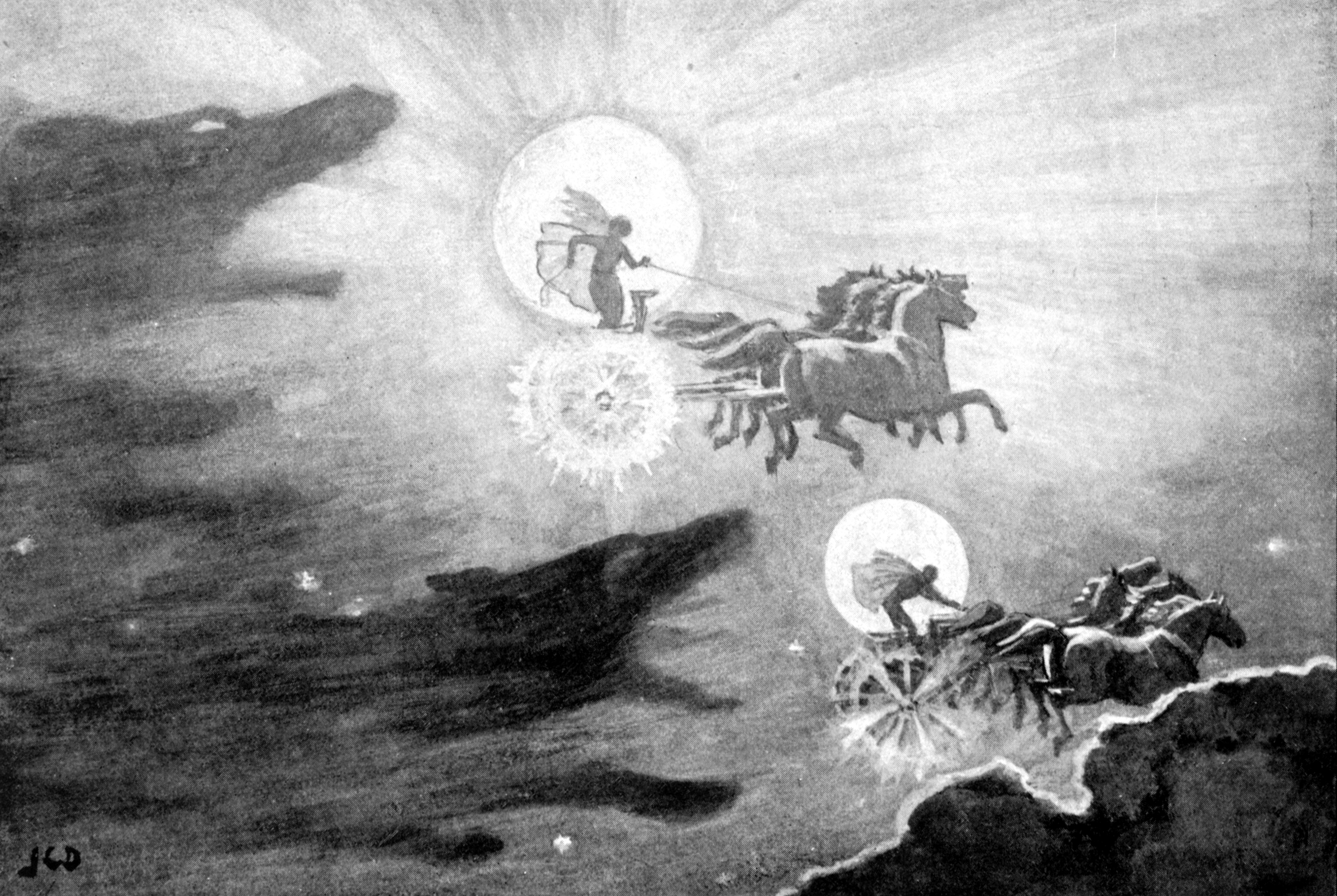
Wilki w pogoni za Sol and Máni,
J. C. Dollman, 1909

Sköll – w mitologii nordyckiej brat Hatiego. Miał postać wilka i co dzień ścigał i próbował podgryzać Sol – Słońce. Hati co dzień w ten sam sposób ścigał Mániego – Księżyc. Według wierzeń, gdy Sköll połknie Słońce, a jego brat Księżyc, nastąpić ma Ragnarök.
Skölla i Hatiego uważano za braci lub dzieci Fenrira.